# 徳目主義
徳目主義（とくもくしゅぎ）とは、道徳を正義・勇気・親切といった徳目として列挙し、それらの徳目の一つ一つを教えることによって道徳性が形成されるという考え方をいう。

## 前提となる考え
徳目主義が道徳教育において有効となると考える前提には、道徳や徳目が「時代や社会、宗教を超えた普遍性を持つ」という考えがある。そもそも徳目は先人たちが歴史の中で「より善く生きる」ために編み出してきたものである。したがって各々の徳目を丁寧に見ていくことで道徳的態度を養うことができる。

## 利点と欠点
利点としては目標が明確であることから、組織的・計画的で、かつ簡素な形で児童・生徒に指導できることが挙げられる。
欠点としては、徳目の持つ抽象性・概念性が児童・生徒の実生活から遊離してしまうこと、児童・生徒の行動を上から規制してしまいがちであることが挙げられる。

## 日本での採用
日本では、道徳の実質的な前身である修身科で徳目主義の傾向を強く見て取れる。

### 教育勅語と徳目主義
教育勅語が出される以前から「修身科」は存在していたが、欧化主義と国粋主義の間で道徳教育は揺れ動いており、方針は一定していなかった。こうした混乱状態は、1890年（明治23年）10月30日に「教育ニ関スル勅語」が渙発されたことで収束した。
翌1891年（明治24年）12月には「小学校修身教科用図書検定標準」が発表され、これに基づいて3年間におよそ80種類もの修身教科書が発行された。
これらの構成はすべて、最初に徳目を掲げ（徳目主義）、次にその徳目を具体的に理解させるための例話や寓話が置かれる（人物主義）というものであった。
1903年（明治36年）4月の小学校令改正により、教科書の国定化が行われ、強調点の変更は見られたものの、構成に関しては変更されず、第二次世界大戦の終結まで徳目主義の系譜は維持された。

### 心のノートと徳目主義
2002年（平成14年）4月、文部科学省は全国の小・中学校に『心のノート』という補助教材を無償配布し、道徳教育での利用を促した。この教材は、教科用図書検定を経ることなく上意下達で配布された事実上の国定教科書として非難する声が上がった。
扱い方の違いこそあれ、国が求めている「内容項目」という徳目に沿って教材が構成されていることから、徳目主義と言える。例えば、小学校3・4年生用の『心のノート』には「あやまちを[たから]としよう…」というページがあるが、これは小学校1年生用の第三期国定教科書の「アヤマチヲカクスナ」に酷似している。ただし、後者が教え諭す題材として扱ったのに対し、前者は解決策を考えさせるようになっている点で異なり、心理主義的な手法が取り入れられている。